# Álvaro Diez de Medina
Álvaro Diez de Medina (La Paz, Bolivia, 3 de octubre de 1957) es un abogado, diplomático, periodista y escritor uruguayo.

## Biografía
En 1982 egresó como Doctor en Derecho y Ciencias Sociales de la Universidad de la República .
De 1980 a 1985 fue Secretario de la Cámara de Autopartes de Uruguay. De 1982 a 1985 fue Secretario de la Cámara de Industrias Procesadoras de la Madera (CIPROMA). 
Entre 1983 y 1985 fue columnista en la política internacional semanario Jaque de Manuel Flores Silva.
En 1987 fue Consultor del Programa de Desarrollo de las Naciones Unidas, Montevideo, y fue empleado en la Agencia de los Estados Unidos para el Desarrollo Internacional. 
De 1987 a 1990 fue asistente de editor de la revista Punto y Aparte, 
De 1989 a 1991 fue redactor y columnista de El Día. 
En 1992 fue editor de Estudios del Centro de Realidad Económica y Social.
De 1989 a 1993 fue comentarista de asuntos internacionales de Radio Sarandí.
En 1988 fue empleado en la Oficina de Planeamiento y Presupuesto de la Presidencia de Julio María Sanguinetti.
De 1989 a 1992 fue representante de marketing de Coutts & Company una sucursal de la National Westminster Bank.
En 1989 fue empleado en la Programa de las Naciones Unidas para el Desarrollo, Montevideo. 
En 1992 fue empleado de la Organización para la Rehabilitación a través del Instituto de Capacitación, Montevideo.
De 1992 a 1993 fue editor de El Observador.
En 1993 fue representante de la Union Bancaire Privée.
En 1994 hizo un estudio con el título: El Voto que el Alma Pronuncia, sobre la historia democrática de Régimen electoral de Uruguay entre 1810 y 1910.
En 1995 fue profesor auxiliar, silla de la escuela de ciencias políticas de Derecho y Ciencias Sociales de la Universidad de la República. 
El 5 de julio de 1995 Julio María Sanguinetti le designó como embajador en Washington, D. C. donde quedó acreditado ante el gobierno de Bill Clinton del 15 de septiembre de 1995 al 14 de junio de 2000.
Es docente en la Universidad de Montevideo.